# Polystachya oblanceolata
Polystachya oblanceolata là một loài thực vật có hoa trong họ Lan. Loài này được Summerh. miêu tả khoa học đầu tiên năm 1956.